# Norrköpings kommun
Norrköpings kommun är en kommun i Östergötlands län. Centralort är Norrköping.
Utmed Bråvikens och sjön Glans norra stränder delas kommunen av en stor förkastningszon med ett odlat slättområde i söder och ett barrskogsområde i norr. Motala ström med sina fall i Norrköping användes tidigt av industrier och under 1800-talet och fram till 1970-talet var kommunen en textilstad som vissa perioder stod för 80 procent av rikets textilproduktion. Senare ersattes dessa med andra typer av industrier. 
Sedan mitten av 1980-talet har befolkningstrenden varit positiv. Socialdemokraterna har genomgående varit det största partiet. Efter valen 2014 och 2018 har dock kommunen styrts av regnbågskoalitioner.

## Administrativ historik
Kommunens område motsvarar socknarna: Borg, Dagsberg, Furingstad, Häradshammar, Jonsberg, Kimstad, Konungsund, Krokek, Kuddby, Kullerstad, Kvarsebo, Kvillinge, Rönö, Sankt Johannes, Simonstorp, Skärkind, Styrstad, Tingstad, Tåby, Vånga, Å, Östra Eneby, Östra Husby, Östra Ny och Östra Stenby. I dessa socknar bildades vid kommunreformen 1862 landskommuner med motsvarande namn. Inom området fanns även Norrköpings stad som 1863 bildade en  stadskommun.
Norrköpings norra förstäders municipalsamhälle inrättades 20 februari 1885 och upplöstes 1917 när Östra Eneby landskommun inkorporerades i Norrköpings stad. 1918 inkorporerades Sankt Johannes landskommun i Norrköpings stad. Borgs villastads municipalsamhälle inrättades 16 mars 1900 och upplöstes 1936 när Borgs landskommun inkorporerades i Norrköpings stad. Kolmårdens municipalsamhälle inrättades 14 februari 1936 och upplöstes vid årsskiftet 1951/1952.
Vid kommunreformen 1952 bildades ett antal storkommuner i området: Kolmården (av de tidigare kommunerna Krokek och Kvarsebo), Kvillinge (av Kvillinge och Simonstorp), Norsholm (av Kimstad och Skärkind), Skärblacka (av Kullerstad och Vånga), Västra Vikbolandet (av Dagsberg, Furingstad, Konungsund, Kuddby, Tåby, Å och Östra Stenby) samt Östra Vikbolandet (av Häradshammar, Jonsberg, Rönö, Östra Husby och Östra Ny). Samtidigt uppgick landskommunerna Styrstad och Tingstad i Norrköpings stad. 
1963 uppgick Norsholms landskommun i Skärblacka landskommun.
Vikbolandets landskommun bildades 1967 av Östra och Västra Vikbolandets landskommuner. Norrköpings kommun bildades vid kommunreformen 1971 av Norrköpings stad och landskommunerna Kolmården, Kvillinge och Skärblacka. 1974 införlivades Vikbolandets kommun.
Kommunen ingår sedan bildandet i Norrköpings domsaga.
Kommunen ingår sedan 2012 i Förvaltningsområdet för finska. 

## Geografi
Kommunen, som med sina drygt 1 600 kvadratkilometer är länets största, ligger i landskapet Östergötlands nordöstra del, med en mindre del av Kvarsebo socken som räknas till Södermanland, och har Bråviken och Östersjön i öster. I söder gränsar Norrköpings kommun till Söderköpings kommun, i sydväst till Linköpings kommun och i nordväst Finspångs kommun, alla i Östergötlands län. I norr gränsar kommunen till Katrineholms kommun och i nordöst till Nyköpings kommun i Södermanlands län.

### Topografi och hydrografi
Utmed Bråvikens och sjön Glans norra  stränder delas av en stor förkastningszon i berggrunden. Förkastningen delar i kommunen i ett odlat slättområde i söder och ett barrskogsområde i norr. Den norra delen, som inkluderar Kolmården, består av  moränklädd urbergsterräng som är kuperad och rik på sjöar. Vid exempelvis Åby och mellan Svärtinge och Ringstad finns de mellansvenska ändmoränerna representerade med stora isälvsavlagringar. Den södra delen består istället av en bördig lerslätt. På Vikbolandet finns rikligt med delvis moränklädda bergknallar och i östra delen av Vikbolandet finns ett område där åkermark varieras med betesmark och skog. Norrköpings skärgårds innersta öar består av  ett äldre odlingslandskap medan den yttre delen av skärgården består av kala skär.
Nedan presenteras andelen av den totala ytan 2020 i kommunen jämfört med riket.
|  | Bebyggelse (7,1 %) |

|  | Skog (57,9 %) |

|  | Öppen myrmark (1,6 %) |

|  | Jordbruksmark (26,3 %) |

|  | Övrig mark (7,1 %) |

|  | Bebyggelse (3,1 %) |

|  | Skog (68,0 %) |

|  | Öppen myrmark (7,2 %) |

|  | Jordbruksmark (7,4 %) |

|  | Övrig mark (14,3 %) |

### Naturskydd
År 2022 fanns 55 naturreservat i kommunen, varav 13 var kommunala. Resterande förvaltades av Länsstyrelsen i Östergötlands län. Totalt var 24 av reservaten även klassade som Natura 2000-områden.
Flera av reservaten är förlagda till skärgården, däribland det kommunala reservaten Kopparholmarna och Esterön. Vid  Slätbakens förkastning finns Korpbergets naturreservat med 400 år gamla tallar vilka  är hem för flera hotade arter, exempelvis tallticka och svart praktbagge. Även Bråvikenbrantens naturreservat är förlagt vid en förkastningsbrant. I reservatet finns "enormt grova tallar, knotiga, skulpturliknande torrträd, frodiga bäckdalar och kryddoftande klippängar".

### Administrativ indelning
Fram till 2016 var kommunen för befolkningsrapportering indelad i sju församlingar – Jonsberg, Kolmården, Norrköpings Borg, Norrköpings S:t Johannes, Norrköpings S:t Olof, Västra Vikbolandet och Östra Husby. 

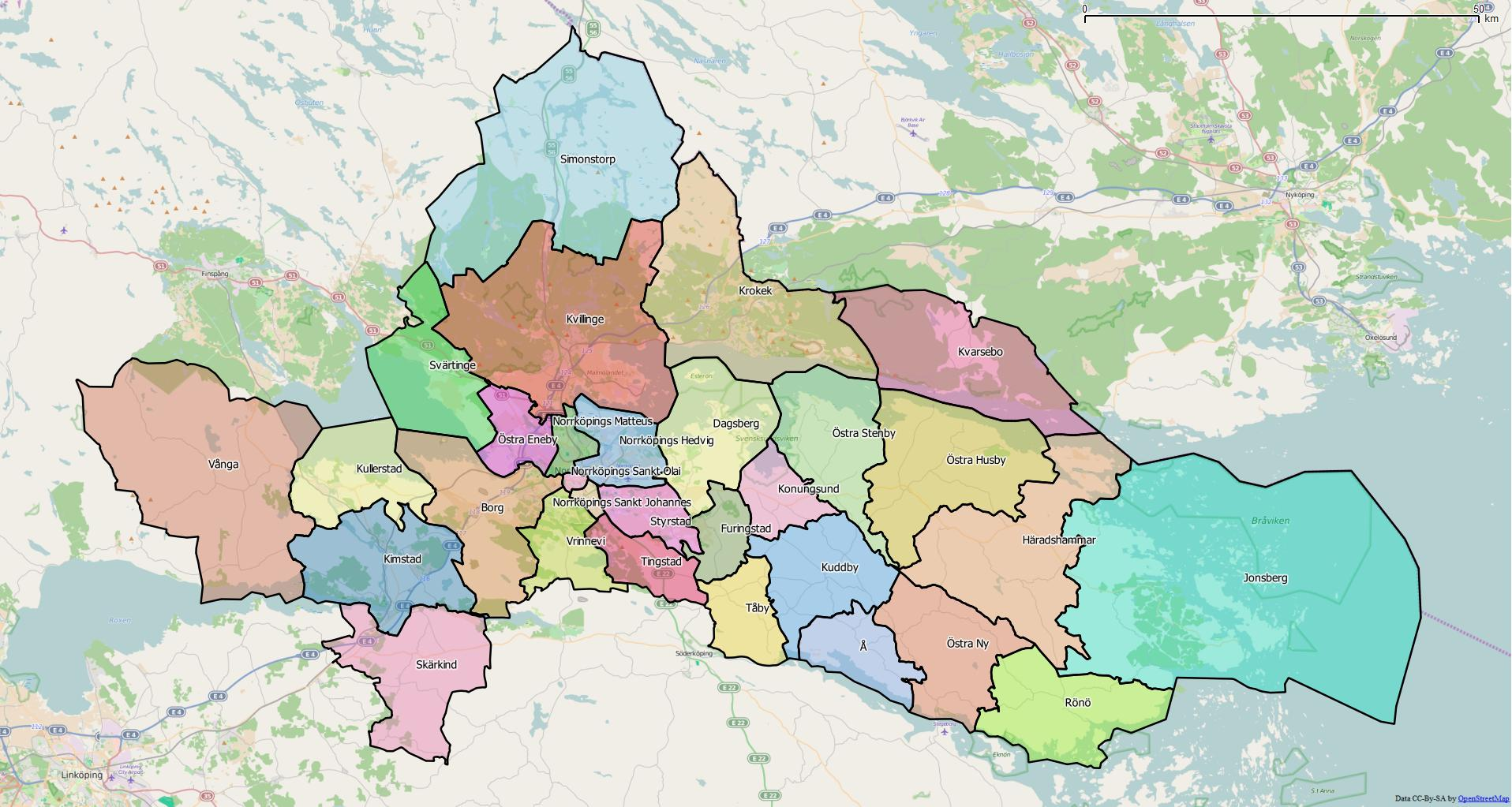
Distrikt inom Norrköpings kommun

Från 2016 indelas kommunen istället i 30 distrikt.
| De 30 distrikten i Norrköpings kommun |
| --- |
| - Borg - Dagsberg - Furingstad - Häradshammar - Jonsberg - Kimstad - Konungsund - Krokek - Kuddby - Kullerstad - Kvarsebo - Kvillinge - Norrköpings Hedvig - Norrköpings Matteus - Norrköpings Sankt Johannes - Norrköpings Sankt Olai - Rönö - Simonstorp - Skärkind - Styrstad - Svärtinge - Tingstad - Tåby - Vrinnevi - Vånga - Å - Östra Eneby - Östra Husby - Östra Ny - Östra Stenby |

### Tätorter
Tätorter i Norrköpings kommun 2015.
| Nr | Tätort      | Befolkning |
| -- | ----------- | ---------- |
| 1  | Norrköping  | 93 765     |
| 2  | Åby         | 6 917      |
| 3  | Krokek      | 5 053      |
| 4  | Lindö       | 4 763      |
| 5  | Skärblacka  | 4 023      |
| 6  | Svärtinge   | 3 326      |
| 7  | Kimstad     | 1 469      |
| 8  | Östra Husby | 868        |
| 9  | Ljunga      | 751        |
| 10 | Öbonäs      | 646        |
| 11 | Norsholm    | 566        |
| 12 | Graversfors | 560        |
| 13 | Eksund      | 500        |
| 14 | Berga       | 275        |
| 15 | Marbystrand | 255        |
| 16 | Simonstorp  | 242        |
| 17 | Herstadberg | 236        |
| 18 | Djurön      | 235        |
| 19 | Kvarsebo    | 203        |

## Styre och politik

### Styre
Under mandatperioderna 2014–2018 och 2018–2022 styrdes kommunen av en koalition bestående av Socialdemokraterna, Liberalerna, Centerpartiet och Kristdemokraterna. Koalitionen, som fick namnet Kvartetten, var först en majoritetskoalition och därefter en minoritetskoalition med stöd av Miljöpartiet i budgetfrågor.
Efter valet 2022 bildade Kristdemokraterna, Liberalerna och Moderaterna en ny minoritetskoalition under namnet Borgerlig samverkan. Med stöd av Sverigedemokraterna har Borgerlig samverkan en majoritet i kommunfullmäktige, med 45 av 85 ledamöter, inför budgetomröstningar. I november 2024 lämnade först Kristdemokraterna och därefter även Liberalerna Borgerlig samverkan. En ny styrande minoritetskoalition bildades, bestående av Socialdemokraterna, Kristdemokraterna, Liberalerna och Centerpartiet. Minoritetskoalitionen har stöd av Vänsterpartiet. Koalitionen kallar sig Kvartetten.
| Politiskt styre i Norrköping (ofullständig) | Politiskt styre i Norrköping (ofullständig) | Politiskt styre i Norrköping (ofullständig) | Politiskt styre i Norrköping (ofullständig) | Politiskt styre i Norrköping (ofullständig) | Politiskt styre i Norrköping (ofullständig) |
| År                                          | Partier                                     | Partier                                     | Partier                                     | Partier                                     | Noter                                       |
| ------------------------------------------- | ------------------------------------------- | ------------------------------------------- | ------------------------------------------- | ------------------------------------------- | ------------------------------------------- |
| 1994-1998                                   | S                                           | V                                           |                                             |                                             | [ 29 ]                                      |
| 1998-2002                                   | S                                           | V                                           |                                             |                                             |                                             |
| 2006–2010                                   | S                                           | MP                                          | V                                           |                                             |                                             |
| 2010–2014                                   | S                                           | MP                                          | V                                           |                                             | [ 30 ]                                      |
| 2014–2018                                   | S                                           | FP                                          | C                                           | KD                                          | [ 31 ]                                      |
| 2018–2022                                   | S                                           | C                                           | L                                           | KD                                          | [ 21 ]                                      |
| 2022–2024                                   | M                                           | KD                                          | L                                           |                                             | [ 22 ]                                      |
| 2024–(2026)                                 | S                                           | KD                                          | L                                           | C                                           | [ 32 ]                                      |

### Kommunfullmäktige

#### Presidium
| Presidium 2022–2026    | Presidium 2022–2026 | Presidium 2022–2026         |
| ---------------------- | ------------------- | --------------------------- |
| Ordförande             | M                   | Anna Sotkasiira Wik         |
| Förste vice ordförande | M                   | Simon Johansson (2022–2025) |
| Förste vice ordförande | KD                  | Eva-Britt Sjöberg (2025–)   |
| Andre vice ordförande  | S                   | Irma Görtz                  |

#### Mandatfördelning 1970–2022
Socialdemokraterna har varit det största partiet i samtliga kommunval. Partiet hade även egen majoritet från och med valet 1970 till och med valet 1973 samt från och med valet 1982 till och med valet 1985. Näst största parti var Folkpartiet i valet 1970, Centerpartiet i valen 1973 till 1976 och Moderaterna i valen 1979 och framåt.

Nedanstående tabell presenterar mandatfördelning i kommunfullmäktige till följd av allmänna val 1970–2022. Under mandatperioden kan dock mandatfördelningen ha varierat till följd av partibyten, avhopp och så kallade politiska vildar.
|  | 43 | 11 | 11 | 11 |

| 64 | 15 |

|  | 43 | 19 | 6 | 14 |

| 65 | 20 |

|  | 42 | 17 | 8 | 15 |

| 63 | 22 |

| 5 | 42 | 11 | 8 | 19 |

| 59 | 26 |

| 5 | 45 | 9 | 4 | 22 |

| 55 | 30 |

| 4 | 43 | 6 | 10 | 22 |

| 56 | 29 |

| 4 | 39 | 5 | 8 | 9 |  | 19 |

| 47 | 38 |

| 4 | 34 |  | 4 | 5 | 8 | 7 | 22 |

| 54 | 31 |

| 4 | 42 | 4 | 5 | 4 |  | 24 |

| 48 | 37 |

| 9 | 34 | 4 |  |  |  | 8 | 23 |

| 50 | 35 |

| 7 | 35 | 4 |  | 4 | 8 | 7 | 18 |

| 49 | 36 |

| 5 | 32 | 5 |  |  | 5 | 5 | 6 | 23 |

| 52 | 33 |

| 5 | 31 | 7 | 4 | 4 | 6 | 4 | 24 |

| 48 | 37 |

| 5 | 29 | 5 |  | 10 | 4 | 6 | 4 | 21 |

| 50 | 35 |

| 7 | 26 |  | 14 | 5 | 5 | 5 | 20 |

| 46 | 39 |

| 8 | 25 |  | 15 | 4 | 4 | 5 | 21 |

| 46 | 39 |

### Nämnder

#### Kommunstyrelse
Kommunstyrelsen består av 13 ledamöter, varav en ordförande och två vice ordförande, samt tretton ersättare. 
| Presidium 2022–2026 | Presidium 2022–2026 | Presidium 2022–2026  | Presidium 2022–2026 |
| ------------------- | ------------------- | -------------------- | ------------------- |
| 2022-09 – 2024-12   | Ordförande          | M                    | Sophia Jarl         |
| 2022-09 – 2024-12   | 1:e vice ordförande | KD                   | Eva-Britt Sjöberg   |
| 2022-09 – 2024-12   | 2:e vice ordförande | S                    | Olle Vikmång        |
| 2024-12 – (2026-09) | Ordförande          | S                    | Olle Vikmång        |
| 1:e vice ordförande | S                   | Maria Sayeler Behnam |                     |
| 2:e vice ordförande | M                   | Sophia Jarl          |                     |

#### Lista över kommunstyrelsens ordförande
| Namn | Namn                 | Tillträdde       | Avgick           | Noter               |
| ---- | -------------------- | ---------------- | ---------------- | ------------------- |
| S    | Manne Jarméus        | 1970             | 1976             |                     |
| S    | Karl Erik Wernersson | 1976             | 31 december 1988 |                     |
| S    | Kaj Krantz           | 1 januari 1989   | 31 oktober 1991  |                     |
| M    | Stefan Hagfeldt      | 1 november 1991  | 31 oktober 1994  |                     |
| S    | Kjell Norberg        | 1 november 1994  | 25 februari 2000 |                     |
| S    | Gunnel Gennebäck     | 27 april 2000    | 26 april 2001    | [ b ]               |
| S    | Mattias Ottosson     | 15 juni 2001     | 31 oktober 2010  |                     |
| S    | Lars Stjernkvist     | 1 november 2010  | 30 november 2020 |                     |
| S    | Olle Vikmång         | 1 december 2020  | 17 oktober 2022  |                     |
| M    | Sophia Jarl          | 17 oktober 2022  | 16 december 2024 | [ c ] [ 35 ] [ 27 ] |
| S    | Olle Vikmång         | 16 december 2024 | nuvarande        | [ d ] [ 27 ]        |

#### Övriga nämnder
Med undantag av kommunstyrelsen löper nämndernas mandatperioder fyra år räknat från och med den 1 januari året efter det år då val av fullmäktige har ägt rum. Nedan presenteras nuvarande nämndorganisation:
| Nämnd                            | Huvudsakliga uppdrag | Kontor                                                           |
| -------------------------------- | --- | ---------------------------------------------------------------- |
| Byggnads- och miljöskyddsnämnden | 0•0Bostadsanpassningsbidrag. 0•0Miljö- och hälsoskydd, inklusive serveringstillstånd. 0•0Plan- och bygglagen, främst lov och genomförandefrågor.                                                                    | Samhällsbyggnadskontoret                                         |
| Kompetensförsörjningsnämnden     | 0•0Arbetslöshetsnämnd 0•0Ekonomiskt bistånd 0•0Kommunal vuxenutbildning | Kompetensförsörjningskontoret                                    |
| Kultur- och fritidsnämnden       | 0•0Bibliotek 0•0Friluftsliv 0•0Fritidsgårdar 0•0FöreningsbidragIdrottsanläggningar 0•0Kulturskola | Tillväxt- och utvecklingskontoret; även Samhällsbyggnadskontoret |
| Samhällsplaneringsnämnden        | 0•0Färdtjänst 0•0Gata och väg 0•0Geografiska informationssystem 0•0Markägande och upplåtelsefrågor 0•0Naturvård 0•0Parkering 0•0Plan- och bygglagen, främst detaljplanering 0•0Skolskjuts 0•0Spårväg                | Samhällsbyggnadskontoret                                         |
| Socialnämnden                    | 0•0Beroendevård 0•0Boendestöd 0•0Familjerådgivning 0•0Familjerätt 0•0Individomsorg enligt Lag om vård av unga, Lag om vård av missbrukare och Socialtjänstlagen 0•0Verksamhet för personer med funktionsnedsättning | Socialkontoret                                                   |
| Utbildningsnämnden               | 0•0Anpassad grundskola 0•0Anpassad gymnasieskola 0•0Fritidshem 0•0Förskola 0•0Gymnasieskola 0•0Skolbarnomsorg 0•0Skolhälsovård                                                                                      | Utbildningskontoret                                              |
| Valnämnden                       | Kommunens uppgifter vid 0•0folkomröstning 0•0val till Europaparlamentet 0•0val till kommun 0•0val till region 0•0val till riksdag                                                                                   | Kommundirektörens kontor (Kommunstyrelsens kansli)               |
| Vård- och omsorgsnämnden         | 0•0Hemsjukvård 0•0Hälso- och sjukvård 0•0Kostverksamhet för kommunens boenden och skolor 0•0Äldreomsorg | Vård- och omsorgskontoret                                        |
| Överförmyndarnämnden             | 0•0Kontroll av förmyndarskap 0•0Kontroll av godmanskap 0•0Kontroll av förvaltarskap | Kommundirektörens kontor (Överförmyndarenheten)                  |

### Internationella relationer
Norrköpings kommun var i början på 2020-talet medlemmar i fyra internationella nätverk – Unescos nätverk för kreativa städer, EUniverCities Network, Sweden Emilia Romagna Network och Nordic City Network.
På 1940-talet inledde kommunen samarbete med de nordiska vänorterna Tammerfors i Finland, Odense i Danmark och Trondheim i Norge. Senare har även orterna Kopavógur på Island och Klaksvik på Färöarna inkluderats i samarbetet. Orterna har ett tätt samarbete. Exempelvis bedrivs erfarenhets- och kunskapsutbyte och man skapar möten mellan elever och lärare. Lokala projekt kan också med hjälp av vänortskontakten enklare expandera till vänorterna, så som Stadium Sportscamp till Tammerfors. Kommunen kan ge föreningsbidrag för utbyte med vän- och samverkansorter. Förutom de nordiska vänorterna har kommunen haft vänortssamarbete med tyska Esslingen am Neckar sedan 1960-talet. Det finns också samverkansavtal med Riga i Lettland och Linz i Österrike.

## Ekonomi och infrastruktur

### Näringsliv
År 1674 startar verksamheten vid Kolmårdens marmorbruk. En av de första beställningarna är marmorkrubbor till det kungliga stallet på Helgeandsholmen i Stockholm. År 1677 anlades ett segelduks- och buldansväveri vid Rodga säteri i Simonstorps socken. Som mest försörjdes 500 hushåll av verksamheten, som pågick ända fram till 1852. Fram till 1845 gick svenska folket mest klädda i yllekläder, men från och med nu så blev bomullskläder vanligare. Bomull var billigare än ull, och kläderna blev lättare och ansågs mer hygieniska. Det var då som fabrikör Hjalmar Leopold startade Torshags Bomullsspinneri i Åby vid Torshag.[källa behövs]
Industrin, i synnerhet textilindustrin, slog igenom i kommunen under 1800-talet och vissa perioder stod kommunens industrier för  80 procent av rikets textilproduktion. Efter  andra världskriget ledde hård konkurrens från andra länder till att textilindustrin i princip avvecklades under åren fram till 1970-talet. Senare ersattes dessa med andra typer av industrier, så som pappers- och förpackningsindustri, elektronik, geoinformatik, logistik, informationsteknologi och ytbehandlingsprocesser. Bland dessa märks företag som pappersbruken Holmen Paper AB och BillerudKorsnäs AB. Kunskapsintensiva företag hittas vid Norrköping Science Park som är beläget vid  Campus Norrköping. Kommunens näringsliv relaterar också starkt till samfärdselsektorn med en av landets största oljehamnar och statliga verk som Sjöfartsverket och Luftfartsverket. Andra myndigheter i kommunen är Kriminalvården, Migrationsverket och SMHI.

#### Turism
År 1965 invigdes Kolmårdens djurpark under ledning av Ulf Svensson. Parken blev senare Nordens största djurpark och lockade i början av 2020-talet omkring 700 000 besökare per år.

### Infrastruktur

#### Transporter
Från nordöst mot sydväst genomkorsas kommunen av E4 och från Norrköping utgår E22 i sydöstlig riktning, riksväg 51 i nordvästlig riktning samt riksväg 55 och riksväg 56 norrut. Från Norrköping och österut sträcker sig länsväg 209 österut och i kommunens södra del avtar länsväg 215 åt nordväst från europavägen.
3 juli 1866 invigdes järnvägen till Katrineholm och Stockholm, förutom i Norrköping stannade tågen även i Kimstad, Eksund, Fiskeby, Åby, Graversfors och Näkna. År 1915 invigdes SJ:s bana mot Nyköping och Järna. Nya stationer byggdes längs banan, bland annat vid Getå och Krokek.
Från nordöst till sydväst sträcker sig också Södra stambanan som trafikeras av SJ:s fjärrtåg och regiontåg samt Östgötapendelns regiontåg mot Linköping och Tranås respektive Motala samt regiontåget Uven-tåget mot Västerås och Sala via anslutningen järnvägslinjen Sala–Oxelösund norrut. Genom södra delen av kommunen sträcker sig Göta kanal i väst-östlig riktning.

#### Utbildning
År 2022 fanns ett 50-tal kommunala grundskolor varav 12 hade högstadie. Därtill fanns 11 fristående grundskolor, varav alla utom en hade högstadie. Det fanns samtidigt åtta kommunala gymnasium, däribland De Geergymnasiet och Ebersteinska gymnasiet, och 10 fristående gymnasier. Himmelstalundsgymnasiet drivs av Region Östergötland.
Campus Norrköping är en del av Linköpings universitet, och där studerade omkring 5 000 studenter år 2022. Sedan 2019 utbildas läkarstudenter vid Vrinnevisjukhuset. År 2021 var andelen personer i åldersgruppen 25-64 år med minst tre års eftergymnasial utbildning 25,3 procent, vilket var lägre än genomsnittet för Sverige där motsvarande siffra var 29,6 procent.

#### Sjukvård
År 1988 invigdes Vrinnevisjukhuset i Norrköping, som i början av 2020-talet hade omkring 2 400 anställda. På sjukhuset bedrevs "barnakut, förlossningsvård och specialistkliniker inom ett stort antal medicinska områden".

## Befolkning

### Demografi

#### Befolkningsutveckling
Kommunen har 144 872 invånare (31 mars 2025), vilket placerar den på 10:e plats avseende folkmängd bland Sveriges kommuner.
| Befolkningsutvecklingen i Norrköpings kommun 1970–2020 | Befolkningsutvecklingen i Norrköpings kommun 1970–2020 | Befolkningsutvecklingen i Norrköpings kommun 1970–2020 | Befolkningsutvecklingen i Norrköpings kommun 1970–2020 | Befolkningsutvecklingen i Norrköpings kommun 1970–2020 |
| ------------------------------------------------------ | ------------------------------------------------------ | ------------------------------------------------------ | ------------------------------------------------------ | ------------------------------------------------------ |
|                                                        |                                                        |                                                        |                                                        |                                                        |
| År                                                     |                                                        |                                                        | Folkmängd                                              |                                                        |
| 1970                                                   | 1970                                                   |                                                        | 120 959                                                |                                                        |
| 1975                                                   | 1975                                                   |                                                        | 119 169                                                |                                                        |
| 1980                                                   | 1980                                                   |                                                        | 119 238                                                |                                                        |
| 1985                                                   | 1985                                                   |                                                        | 118 567                                                |                                                        |
| 1990                                                   | 1990                                                   |                                                        | 120 522                                                |                                                        |
| 1995                                                   | 1995                                                   |                                                        | 123 795                                                |                                                        |
| 2000                                                   | 2000                                                   |                                                        | 122 199                                                |                                                        |
| 2005                                                   | 2005                                                   |                                                        | 124 642                                                |                                                        |
| 2010                                                   | 2010                                                   |                                                        | 130 050                                                |                                                        |
| 2015                                                   | 2015                                                   |                                                        | 137 035                                                |                                                        |
| 2020                                                   | 2020                                                   |                                                        | 143 478                                                |                                                        |

#### Utländsk bakgrund
Den 31 december 2014 utgjorde antalet invånare med utländsk bakgrund (utrikes födda personer samt inrikes födda med två utrikes födda föräldrar) 31 229, eller 23,08 % av befolkningen (hela befolkningen: 135 283 den 31 december 2014). Den 31 december 2002 utgjorde antalet invånare med utländsk bakgrund enligt samma definition 20 403, eller 16,55 % av befolkningen (hela befolkningen: 123 303 den 31 december 2002).

#### Invånare efter de vanligaste födelseländerna
Den 31 december 2014 utgjorde folkmängden i Norrköpings kommun 135 283 personer. Av dessa var 23 135 personer (17,1 %) födda i ett annat land än Sverige. I denna tabell har de nordiska länderna samt de 12 länder med flest antal utrikes födda (i hela riket) tagits med. En person som inte kommer från något av de här 17 länderna har istället av Statistiska centralbyrån förts till den världsdel som deras födelseland tillhör.
| Födelseland      | Födelseland                       | Födelseland |
| ---------------- | --------------------------------- | ----------- |
| 31 december 2014 |                                   |             |
| 1                | Sverige                           | 112 148     |
| 2                | Syrien                            | 3 121       |
| 3                | Irak                              | 2 406       |
| 4                | Bosnien och Hercegovina           | 2 136       |
| 5                | Finland                           | 2 101       |
| 6                | Europeiska unionen: Övriga länder | 1 748       |
| 7                | Asien: Övriga länder              | 1 582       |
| 8                | Somalia                           | 1 327       |
| 9                | Sydamerika                        | 1 301       |
| 10               | / SFR Jugoslavien/FR Jugoslavien  | 1 243       |
| 11               | Afrika: Övriga länder             | 990         |
| 12               | Europa utom EU: Övriga länder     | 840         |
| 13               | Turkiet                           | 838         |
| 14               | Polen                             | 640         |
| 15               | Thailand                          | 521         |
| 16               | Iran                              | 485         |
| 17               | Tyskland                          | 478         |
| 18               | Norge                             | 295         |
| 19               | Nordamerika                       | 283         |
| 20               | Afghanistan                       | 229         |
| 21               | Danmark                           | 222         |
| 22               | Kina                              | 221         |
| 23               | Sovjetunionen                     | 53          |
| 24               | Oceanien                          | 35          |
| 25               | Island                            | 31          |
| 26               | Okänt födelseland                 | 9           |

## Kultur

### Kulturarv
År 2022 fanns 5183 fornlämningar, som hittats i kommunen, registrerade hos Riksantikvarieämbetet.

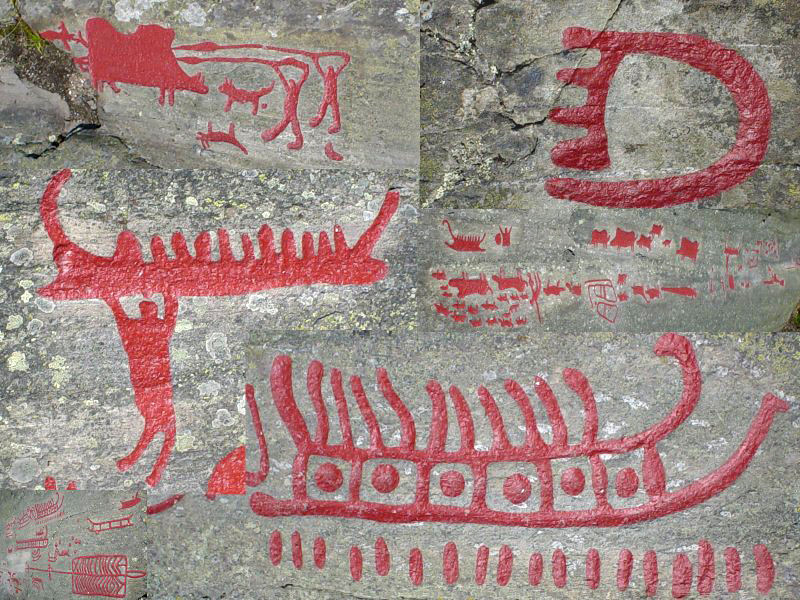
Olika ristningar från Himmelstalund

Det område där Norrköpings kommun nu breder ut sig var täckt av is under istiden, ungefär 50 000–11 000 f.Kr. Den plats där Norrköping ligger var då täckt av vatten. Så småningom sökte sig människor till trakten, och det finns fynd av enkla yxor från Smedby, Borgsmon och Hultsbruk. 
Från bronsåldern finns ett stort antal hällristningar. Exempelvis finns ett av Sveriges förnämsta hällristningsområde mellan centralorten och sjön Glan, med mer än 7000 ristningar. Andra fynd från bronsåldern inkluderar bronsyxor, svärd, halsringar och andra smycken. Vid Motala ström har även en lämning efter en boplats som inkluderade 30 byggnader hittats. Människorna som skapade hällristningarna antas ha haft en högtstående kultur som bland annat var duktiga på konsthantverk. En av de arkeologer som utforskade dessa 1903 var den dåvarande prinsen, Gustaf Adolf, detta blev hans första självständiga arkeologiska arbete. Alla hällristningar är ännu inte kartlagda. Motiven togs från människornas omgivning, många föreställer skepp, djur, människor, vapen, fyrekriga hjul, solsymboler, fiskeredskap samt djur av olika slag. På den tiden stod havsytan 15 meter högre än idag så hällristningarna låg nästan direkt vid kanten av Strömmen.
Det finns många fornlämningar från järnåldern, till exempel gravfält, stensättningar och fornborgar. Vid Fiskeby har man hittat ett gravfält med mer än 500 gravar i lager på varandra. Troligtvis har platsen använts som begravningsplats från bronsåldern ända fram till vikingatid.
Historieskrivaren Saxo Grammaticus skrev i  boken Gesta Danorum om Bråvalla slag, som påstås ha utspelats under 700-talet. Det finns dock inget som tyder på att slaget ägt rum.

### Kommunsymboler

#### Kommunvapen
Blasonering: I fält av guld en på en röd tronstol sittande blåklädd S:t Olofsbild med krona av guld och blå gloria, yxa och riksäpple.
S:t Olof återfinns redan på stadens sigill från 1367. Denna bild fastställdes som stadsvapen av Kungl. Maj:t år 1936. Vapnet övertogs av Norrköpings kommun år 1971 och registrerades för denna i PRV år 1974.

#### Logotyp
Kommunen använder numera vanligen en logotyp bestående av ett stiliserat "N" i olika färger, framtaget 1984 i samband med en tävling inför att staden Norrköping firade 600-årsjubileum. Logotypen designades av konstnären Curt Dahlén, som vann tävlingen. Då logotypen för firandet fick stort genomslag antog kommunfullmäktige symbolen som logotyp och kommunsymbol 1985. Typografin i N-logotypen har ändrats två gånger, 1997 och 2007.

#### Kommunfågel
År 2014 valde Östergötlands ornitologiska förening (Ögof) ut en fågel per kommun i länet. Där Norrköpings kommun direkt nappade. Inledningsvis tilldelades kommunen ängshök, något som refuserades av kommunen som istället tilldelades kungsfiskare.